# Feliks Jakub Halpert

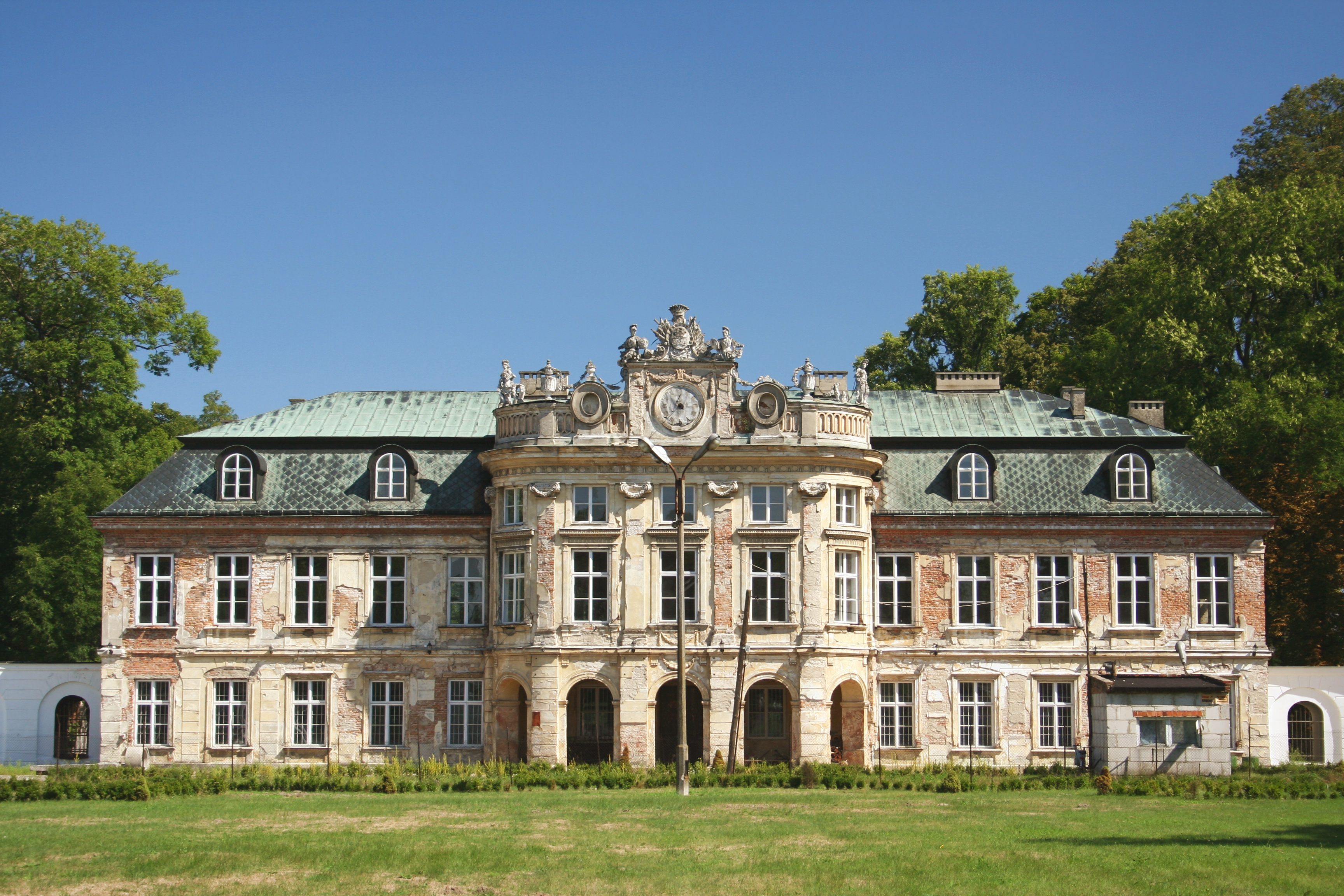
Pałac w Szczekocinach, którego właścicielem był Feliks Jakub Halpert

Feliks Jakub Halpert (ur. 24 stycznia 1840, zm. 11 grudnia 1891) – polski bankier żydowskiego pochodzenia.
Urodził się jako syn bankiera i urzędnika Ludwika (1806–1880) i Julii Parisot (1806–1870). Z zawodu był bankierem. Był dyrektorem Banku Handlowego w Warszawie. Pełnił także funkcję Dyrektora Zarządzającego Petersburskiego Banku dla Handlu Zewnętrznego. Był dziedzicem dóbr Szczekociny.
Był żonaty z Elżbietą Castrioto Skanderbeg (1851–1922), z którą miał trzech synów: Karola Ludwika (1873–1931, radcę ambasady RP w Paryżu), Feliksa Jerzego (ur. 1879) i Tadeusza Włodzimierza (ur. 1886, sekretarza ambasady RP w Londynie).
Jest pochowany na Starym Cmentarzu w Szczekocinach.